# Енріко Альбертозі
Енріко Альбертозі (італ. Enrico Albertosi; * 2 листопада 1939, Понтремолі) — колишній італійський футболіст, воротар.
Відомий виступами за клуби «Фіорентина», «Кальярі» та «Мілан», а також національну збірну Італії, у складі якої багато років був основним голкіпером.
Дворазовий чемпіон Італії. Триразовий володар Кубка Італії. Володар Кубка Кубків УЄФА. У складі збірної — чемпіон Європи.

## Клубна кар'єра
Вихованець футбольної школи клубу «Спеція».

Енріко Альбертозі у складі «Мілана». 1975 рік.

У дорослому футболі дебютував 1958 року виступами за команду клубу «Фіорентина», в якій провів десять сезонів, взявши участь у 185 матчах чемпіонату. Відзначався надзвичайно високою надійністю, пропускаючи в іграх чемпіонату в середньому менше одного голу за матч. За цей час двічі виборював титул володаря Кубка Італії, ставав володарем Кубка Кубків УЄФА.
Протягом 1968—1974 років захищав кольори команди клубу «Кальярі». За цей час додав до переліку своїх трофеїв титул чемпіона Італії.
Своєю грою за останню команду привернув увагу представників тренерського штабу клубу «Мілан», до складу якого приєднався 1974 року. Відіграв за «россонері» наступні шість сезонів своєї ігрової кар'єри. Більшість часу, проведеного у складі «Мілана», був основним голкіпером команди. В матчах за клуб «Мілан» також не дозволяв суперникам забивати у свої ворота в середньому більше одного голу за гру. За цей час додав до переліку своїх трофеїв ще один титул чемпіона Італії, знову ставав володарем Кубка Італії.
Завершив професійну ігрову кар'єру у нижчоліговому клубі «Ельпідієнсе», за команду якого виступав протягом 1982—1984 років.

## Виступи за збірну
1961 року уперше вийшов на поле в офіційних матчах у складі національної збірної Італії. Протягом кар'єри у національній команді, яка тривала 12 років, провів у формі головної команди країни 34 матчі, пропустивши 27 голів. У складі збірної був учасником чемпіонату світу 1962 року у Чилі, чемпіонату світу 1966 року в Англії, чемпіонату Європи 1968 року в Італії, здобувши того року титул континентального чемпіона, чемпіонату світу 1970 року у Мексиці, де разом з командою здобув «срібло», чемпіонату світу 1974 року у ФРН.

## Статистика виступів

### Статистика клубних виступів
| Сезон            | Клуб             | Чемпіонат | Чемпіонат | Чемпіонат |
| Сезон            | Клуб             | Ліга      | Ігор      | Голів     |
| ---------------- | ---------------- | --------- | --------- | --------- |
| 1957-58          | «Спеція»         | D         | 6         |           |
| 1958-59          | «Фіорентина»     | A         | 5         | -5        |
| 1959-60          | «Фіорентина»     | A         | 0         | 0         |
| 1960-61          | «Фіорентина»     | A         | 13        | -12       |
| 1961-62          | «Фіорентина»     | A         | 4         | -3        |
| 1962-63          | «Фіорентина»     | A         | 8         | -12       |
| 1963-64          | «Фіорентина»     | A         | 33        | -25       |
| 1964-65          | «Фіорентина»     | A         | 34        | -37       |
| 1965-66          | «Фіорентина»     | A         | 33        | -19       |
| 1966-67          | «Фіорентина»     | A         | 30        | -21       |
| 1967-68          | «Фіорентина»     | A         | 25        | -19       |
| 1968-69          | «Кальярі»        | A         | 30        | -18       |
| 1969-70          | «Кальярі»        | A         | 30        | -11       |
| 1970-71          | «Кальярі»        | A         | 29        | -34       |
| 1971-72          | «Кальярі»        | A         | 29        | -21       |
| 1972-73          | «Кальярі»        | A         | 29        | -28       |
| 1973-74          | «Кальярі»        | A         | 30        | -31       |
| 1974-75          | «Мілан»          | A         | 30        | -22       |
| 1975-76          | «Мілан»          | A         | 30        | -28       |
| 1976-77          | «Мілан»          | A         | 30        | -33       |
| 1977-78          | «Мілан»          | A         | 30        | -24       |
| 1978-79          | «Мілан»          | A         | 30        | -19       |
| 1979-80          | «Мілан»          | A         | 20        | -19       |
| 1982-83          | «Ельпідієнсе»    | C2        | 32        | -28       |
| 1983-84          | «Ельпідієнсе»    | C2        | 12        | -11       |
| Усього в Серії A | Усього в Серії A |           | 532       | -441      |

### Статистика виступів за збірну
| Дата       | Місто           | Господарі         | Результат  | Гості     | Турнір                | Голи | Примітки         |
| ---------- | --------------- | ----------------- | ---------- | --------- | --------------------- | ---- | ---------------- |
| 15/06/1961 | Флоренція       | Італія            | 4 – 1      | Аргентина | товариський матч      | -1   |                  |
| 13/03/1965 | Гамбург         | ФРН               | 1 – 1      | Італія    | товариський матч      | -    | вийшов на 46'    |
| 01/05/1965 | Флоренція       | Італія            | 4 – 1      | Уельс     | товариський матч      | -1   |                  |
| 27/06/1965 | Будапешт        | Угорщина          | 2 – 1      | Італія    | товариський матч      | -2   |                  |
| 07/12/1965 | Неаполь         | Італія            | 3 – 0      | Шотландія | Відбір до ЧС 1966     | -    |                  |
| 19/03/1966 | Париж           | Франція           | 0 – 0      | Італія    | товариський матч      | -    |                  |
| 14/06/1966 | Болонья         | Італія            | 6 – 1      | Болгарія  | товариський матч      | -1   |                  |
| 18/06/1966 | Мілан           | Італія            | 1 – 0      | Австрія   | товариський матч      | -    | замінений на 45' |
| 22/06/1966 | Турин           | Італія            | 3 – 0      | Аргентина | товариський матч      | -    |                  |
| 29/06/1966 | Флоренція       | Італія            | 5 – 0      | Мексика   | товариський матч      | -    | замінений на 45' |
| 13/07/1966 | Сандерленд      | Італія            | 2 – 0      | Чилі      | ЧС 1966 - 1-й етап    | -    |                  |
| 16/07/1966 | Сандерленд      | СРСР              | 1 – 0      | Італія    | ЧС 1966 - 1-й етап    | -1   |                  |
| 19/07/1966 | Мідлсбро        | Північна Корея    | 1 – 0      | Італія    | ЧС 1966 - 1-й етап    | -1   |                  |
| 25/06/1967 | Бухарест        | Румунія           | 0 – 1      | Італія    | Відбір до ЧЄ 1968     | -    |                  |
| 01/11/1967 | Козенца         | Італія            | 5 – 0      | Кіпр      | Відбір до ЧЄ 1968     | -    |                  |
| 18/11/1967 | Берн            | Швейцарія         | 2 – 2      | Італія    | Відбір до ЧЄ 1968     | -2   |                  |
| 23/12/1967 | Кальярі         | Італія            | 4 – 0      | Швейцарія | Відбір до ЧЄ 1968     | -    |                  |
| 06/04/1968 | Софія           | Болгарія          | 3 – 2      | Італія    | Відбір до ЧЄ 1968     | -2   | замінений на 66' |
| 05/01/1969 | Мехіко          | Мексика           | 1 – 1      | Італія    | товариський матч      | -1   |                  |
| 04/11/1969 | Рим             | Італія            | 4 – 1      | Уельс     | Відбір до ЧС 1970     | -1   |                  |
| 10/05/1970 | Лісабон         | Португалія        | 1 – 2      | Італія    | товариський матч      | -1   |                  |
| 03/06/1970 | Толука-де-Лердо | Італія            | 1 – 0      | Швеція    | ЧС 1970 - 1-й етап    | -    |                  |
| 06/06/1970 | Пуебла          | Італія            | 0 – 0      | Уругвай   | ЧС 1970 - 1-й етап    | -    |                  |
| 11/06/1970 | Толука-де-Лердо | Італія            | 0 – 0      | Ізраїль   | ЧС 1970 - 1-й етап    | -    |                  |
| 14/06/1970 | Толука-де-Лердо | Італія            | 4 – 1      | Мексика   | ЧС 1970 - чвертьфінал | -1   |                  |
| 17/06/1970 | Мехіко          | Італія            | 4 – 3 д.ч. | ФРН       | ЧС 1970 - півфінал    | -3   |                  |
| 21/06/1970 | Мехіко          | Бразилія          | 4 – 1      | Італія    | ЧС 1970 - Фінал       | -4   | 2-е місце        |
| 17/10/1970 | Берн            | Швейцарія         | 1 – 1      | Італія    | товариський матч      | -1   | замінений на 45' |
| 31/10/1970 | Відень          | Австрія           | 1 – 2      | Італія    | Відбір до ЧЄ 1972     | -1   |                  |
| 08/12/1970 | Флоренція       | Італія            | 3 – 0      | Ірландія  | Відбір до ЧЄ 1972     | -    |                  |
| 09/10/1971 | Мілан           | Італія            | 3 – 0      | Швеція    | Відбір до ЧЄ 1972     | -    | вийшов на 46'    |
| 29/04/1972 | Мілан           | Італія            | 0 – 0      | Бельгія   | Відбір до ЧЄ 1972     | -    |                  |
| 13/05/1972 | Брюссель        | Бельгія           | 2 – 1      | Італія    | Відбір до ЧЄ 1972     | -2   |                  |
| 21/06/1972 | Софія           | Болгарія          | 1 – 1      | Італія    | товариський матч      | -1   |                  |
| Усього     |                 | Матчів (77 місце) | 34         |           | Голів                 | -27  |                  |

## Титули і досягнення
- Чемпіон Італії (2):

«Кальярі»: 1969–70
«Мілан»: 1978–79
- Володар Кубка Італії (3):

«Фіорентіна»: 1960–61, 1965–66
«Мілан»: 1976–77
- Володар Кубка Кубків УЄФА (1):

«Фіорентіна»: 1960–61
- Чемпіон Європи (1): 1968
- Чемпіон Європи (U-18): 1958
- Віце-чемпіон світу: 1970